# 教堂公園道-110街車站 (IRT百老匯-第七大道線)
教堂公園道-110街車站（英語：Cathedral Parkway - 110th Street station）是紐約地鐵IRT百老匯-第七大道線的一個慢車地鐵站，位於曼哈頓晨邊高地110街（教堂公園道）及百老匯交界，設有1號線（任何時候停站）列車服務。

## 車站結構
| G        | 街道     | 出入口                                      |
| P 月台層 | 側式月台 | 側式月台                                    |
| P 月台層 | 北行慢車 | ← 往范科特蘭公園-242街 (116街-哥倫比亞大學) |
| P 月台層 | 尖峰快車 | → 無定期服務                                |
| P 月台層 | 南行慢車 | → 往南碼頭 (103街) →                        |
| P 月台層 | 側式月台 |                                             |

此站設有個側式月台與三條軌道，中央軌道不營運。南行慢車軌道被視為「BB1」而北行被視為「BB4」，「BB」的訂立沿百老匯-第七大道線由96街到242街的距離標識用途。雖然中央軌道不能停靠教堂公園道-110街車站，但仍擁有編號「M」。這些編號一般來說幾乎從來不用。根據此鏈化，此站距離96街車站大約0.74英哩。
各月台設有各自的閘機，月台之間也不設天橋或地下道。南行月台唯一的入口位於110街及百老匯交界西北側，北行月台有兩個入口，分別位於該路口的東北側及東南側。南行月台設有一個報紙架。
此站是距離聖者約翰座堂最近的一站。

## 外部連結
- nycsubway.org—IRT West Side Line: 110th Street
- Station Reporter – 1 Train
- Forgotten NY – Original 28 - NYC's First 28 Subway Stations （页面存档备份，存于）
- 110th Street entrance from Google Maps Street View
- Platforms from Google Maps Street View